# Savoy Theatre
Il Savoy Theatre, che aprì il 10 ottobre 1881, fu costruito da Richard D'Oyly Carte (1844 - 1901) sul sito del vecchio Savoy Palace a Londra come luogo per la rappresentazione delle opere del duo Gilbert e Sullivan (William Schwenck Gilbert e Arthur Sullivan), che dal nome del teatro mutuarono l'appellativo di Savoy Opera. Fu anche il primo teatro ed edificio pubblico al mondo a essere dotato di impianto elettrico. Successivamente, accanto al teatro, fu costruito il Savoy Hotel.

## Storia del sito
Casa Savoia, la famiglia reale discendente da Umberto I Biancamano (primo conte di Savoia), inglobò il Piemonte ed altre regioni alpine nel Regno di Savoia, per poi creare un'estesa rete di legami matrimoniali con le altre casate europee. Pietro II di Savoia era così nipote di Eleonora di Provenza, e quando quest'ultima sposò Enrico III d'Inghilterra, egli si trasferì a Londra con la famiglia. Qui re Enrico lo nominò conte di Richmond, e nel 1246 gli diede un terreno nella città di Londra, fra Strand e il fiume Tamigi, sul quale nel 1263 Pietro fece costruire il Savoy Palace.
Il Savoy Palace divenne la residenza londinese di Giovanni Plantageneto, I duca di Lancaster, fino a quando venne incendiato nel 1381 a seguito della Rivolta dei contadini. Re Riccardo II d'Inghilterra era ancora un bambino, e suo zio Giovanni rappresentava il potere all'ombra del trono e fu così il bersaglio principale dei ribelli.
Intorno al 1505, Enrico VII d'Inghilterra fece costruire un ospedale sulle rovine del palazzo e parte del vecchio palazzo venne adibito a prigione militare nel XVIII secolo. Nel 1864 un incendio bruciò tutto ad eccezione delle pareti in pietra e la proprietà rimase vuota fino a quando D'Oyly Carte non la comprò nel 1880 per costruirvi il Savoy Theatre.

## Il teatro di Richard D'Oyly Carte
Il teatro fu progettato da C. J. Phipps, costruito da Patman e Fotheringham e decorato da Collinson e Locke. Fu costruito su tre ordini e quattro livelli con platea, palchi, galleria ed anfiteatro in cima per un numero complessivo di 1.250 posti.
Il palcoscenico era di proporzioni gigantesche, per l'epoca, e misurava 20 metri in larghezza e 16 in profondità. Il teatro all'inizio aveva il suo ingresso principale lungo il Tamigi. 
Il terreno sul quale venne costruito era ripido e si estendeva verso lo Strand. Nel 1903, quando Carte costruì il Savoy Hotel, l'ingresso del teatro venne trasferito nello spiazzo antistante l'Hotel, affacciato sullo Strand dove si trova ancora oggi.
L'opera comica Patience di Gilbert e Sullivan, che debuttò al teatro Opera Comique, venne trasferita al Savoy Theatre per la regia e le scene di Carte e fu la prima opera ad essere rappresentata nel nuovo teatro.
Il Savoy fu il primo edificio pubblico al mondo ad essere completamente illuminato con l'energia elettrica. 
Ad una rappresentazione agli inizi dell'apertura del teatro, Carte salì sul palcoscenico e ruppe una lampadina per dimostrare la sicurezza della nuova tecnologia. L'illuminazione a gas venne realizzata in parallelo per essere usata in caso di mancanza di corrente elettrica, ma venne usata raramente.
Le ultime otto opere di Gilbert e Sullivan ebbero la loro prima rappresentazione nel teatro, e il termine Savoy Opera venne associato a tutte le opere di Gilbert e Sullivan. Dopo la fine della loro collaborazione, Carte e dopo la sua vedova Helen D'Oyly Carte, ed il suo manager William Greet, rappresentarono altre opere comiche di compositori importanti comeIvan Caryll e Edward German. Nel 1903, il teatro chiuse e riaprì sotto la direzione di Edward Laurillard nel febbraio 1904. La D'Oyly Carte Opera Company ritornò al Savoy per la rappresentazione del repertorio dal 1906 al 1909, quando C. H. Workman assunse la direzione del teatro, producendo fra le altre opere, l'ultima opera di Gilbert musicata da German Fallen Fairies, che venne rappresentata per sole 51 recite.

## Il teatro di Rupert D'Oyly Carte
Nel giugno del 1929, il figlio e successore di Carte, Rupert D'Oyly Carte, chiuse il teatro e l'interno venne completamente ricostruito su disegni di Frank A. Tugwell con decori di Basil Ionides.
Il nuovo auditorium aveva tre livelli, platea, palchi e galleria con una capacità di 1.138 posti. Il nuovo palcoscenico era più piccolo e misurava 11 metri in larghezza e 11 in profondità. Esso riaprì il 21 ottobre 1929 con una nuova produzione de The Gondoliers che fu disegnata da Charles Ricketts e diretta da Malcolm Sargent.
Vi furono ulteriori stagioni di opere di Gilbert e Sullivan nel 1929, 1930, 1932, 1933, 1951, 1954, 1962, 1975, 2000, 2001, 2002 e 2003. Altri lavori rappresentati al Savoy Theatre furono Blithe spirit e The Man who Came to Dinner di Noël Coward e diverse commedie di William Douglas-Home interpretate fra gli altri da Ralph Richardson, Peggy Ashcroft e John Mills.
Mentre il teatro veniva restaurato nel 1990, un incendio bruciò il palazzo risparmiando soltanto il palcoscenico ed il retro palco. I disegni di Tugwell e Ionides vennero preservati consentendo l'accurata ricostruzione del teatro sotto la direzione dell'architetto Sir William Whitfield. Il teatro riaprì il 19 luglio 1993. Attualmente il teatro ha una capacità di 1.158 posti.